# Don Experientia
Don Experientia (18de eeuw) was een Nederlands toneelschrijver.
Don Experientia is de schuilnaam van de auteur van het toneelstuk Het Surinaamsche leeven: toneelschwyse verbeeld, dat gedateerd is 1771, maar het is niet duidelijk of het ook inderdaad in dat jaar verschenen is, en wáár het verschenen is, in of buiten Suriname. De uitgave suggereert dat het gespeeld werd door een reizend gezelschap dat de plantages langsging. Het volksstuk is opgedragen aan `alle heeren administrateurs in de Colonie van Surinaamen', maar een motto in het Sranantongo, maakt duidelijk dat er een dubbele bodem is: `Diesie Soesoe fietie/ Pottie hem na foetoe' [Wie de schoen past trekke hem aan]. Het stuk telt vijf korte bedrijven waarin administrateur Schraper probeert een plantage in zijn bezit te krijgen en daartoe de directeur een slavin en een horloge aanbiedt, als deze meewerkt om de absente eigenaar valselijk voor te lichten. Het spel hekelt zo de kolonisten en planters. Het meest opvallende nog is dat Het Surinaamsche leeven een stuk is dat ín Suriname werd opgevoerd en dat handelde óver de kolonie zelf. Ongetwijfeld zal dat nog weleens in een klucht gebeurd zijn, maar er is geen enkel hard gegeven dat zoiets zich nogmaals heeft voorgedaan vóór 1936!